# Dylan Groenewegen
Dylan Groenewegen (* 21. Juni 1993 in Amsterdam) ist ein niederländischer Radrennfahrer.

## Biographie

### Familie und Hintergrund
Dylan Groenwegen ist ein Enkel des renommierten niederländischen Rahmenbauers Ko Zieleman, der unter anderem Räder für die niederländischen Radrennfahrer Hennie Kuiper und Leo van Vliet baute. Schon dessen Vater baute ab 1928 Räder in seinem Fahrradgeschäft in der Amsterdamer Rivierenbuurt. Groenewegen wuchs in dem Gebäudekomplex am Merwedeplein auf, in dem Anne Frank mit ihrer Familie wohnte. Das Fahrradgeschäft wird heute (Stand 2017) in dritter Generation von Dylan Groenewegens Vater Gerrie geführt. Dylan Groenewegen bestritt sein erstes Radrennen im Alter von sieben Jahren auf einem maßgebauten Rennrad seines Großvaters.

### Frühe Jahre
Als Junior gewann er im Jahr 2011 jeweils eine Etappe der Driedaagse van Axel und Liège-La Gleize und wurde Zweiter der Junioren Austragung von Kuurne-Brüssel-Kuurne Juniors und der niederländischen Junioren Meisterschaften.
Im Erwachsenenbereich schloss er sich 2012 dem UCI Continental Team Cyclingteam de Rijke-Shanks an und bestritt im Alter von 18 Jahren seine ersten Elite-Rennen. Im Jahr 2013 gewann er mit der Nordholland-Rundfahrt sein erstes internationales Eliterennen, ehe er gegen Ende der Saison mit dem Kernen Omloop Echt-Susteren ein weiteres niederländisches Eintagesrennen für sich entschied. 2014 gewann er Rund um Düren. In seiner dritten Saison gewann er das Nachwuchsrennen der Flandern-Rundfahrt, die er bereits im Vorjahr hinter Rick Zabel auf dem zweiten Platz beendet hatte.
Für das Jahr 2015 unterschrieb Groenewegen beim niederländischen UCI Professional Continental Team Roompot Oranje Peloton. Nachdem er in der ersten Saisonhälfte nicht überzeugen konnte, gewann er im Herbst erstmals die Arnhem-Veenendaal Classic und nach Fotofinish das traditionsreiche Rennen Brussels Cycling Classic vor Roy Jans und Tom Boonen.

### Wechsel zum Team Lotto NL-Jumbo
Nach nur einem Jahr wechselte Dylan Groenewegen im Alter von 22 Jahren zum Team Lotto NL-Jumbo (später Jumbo-Visma) das als UCI WorldTeam bei den größten Radrennen startberechtigt war. Im Frühjahr gewann er jeweils eine Etappe der Valencia-Rundfahrt, Driedaagse van West-Vlaanderen und Tour de Yorkshire, bei der er auch die Punktewertung für sich entschied. Weiters zeigte er mit guten Leistungen bei mehreren belgischen Eintagesrennen auf und verpasste als Vierter nur knapp das Podium von Kuurne–Brüssel–Kuurne. Im Juni folgten Siege beim Heistse Pijl (den er trotz eines Reifendefekts im Sprint für sich entschied), Rund um Köln und der Ster ZLM Toer, bevor er im Alter von 23 Jahren erstmals niederländischer Meister im Straßenrennen wurde. Die anschließende Tour de France bestritt er im nationalen Meistertrikot und holte auf der 4. Etappe mit Rang vier sein bestes Tagesergebnis. Am Ende seiner ersten Saison für das Team Lotto NL-Jumbo gewann er die Arnhem-Veenendaal Classic, Tour de l'Eurométropole und eine Etappe, sowie die Punktewertung der Tour of Britain. Weiters errang er bei der Auftaktsetappe der Eneco Tour seinen ersten Erfolg in der UCI WorldTour, wobei er sich vor Nacer Bouhanni und Peter Sagan durchsetzte.

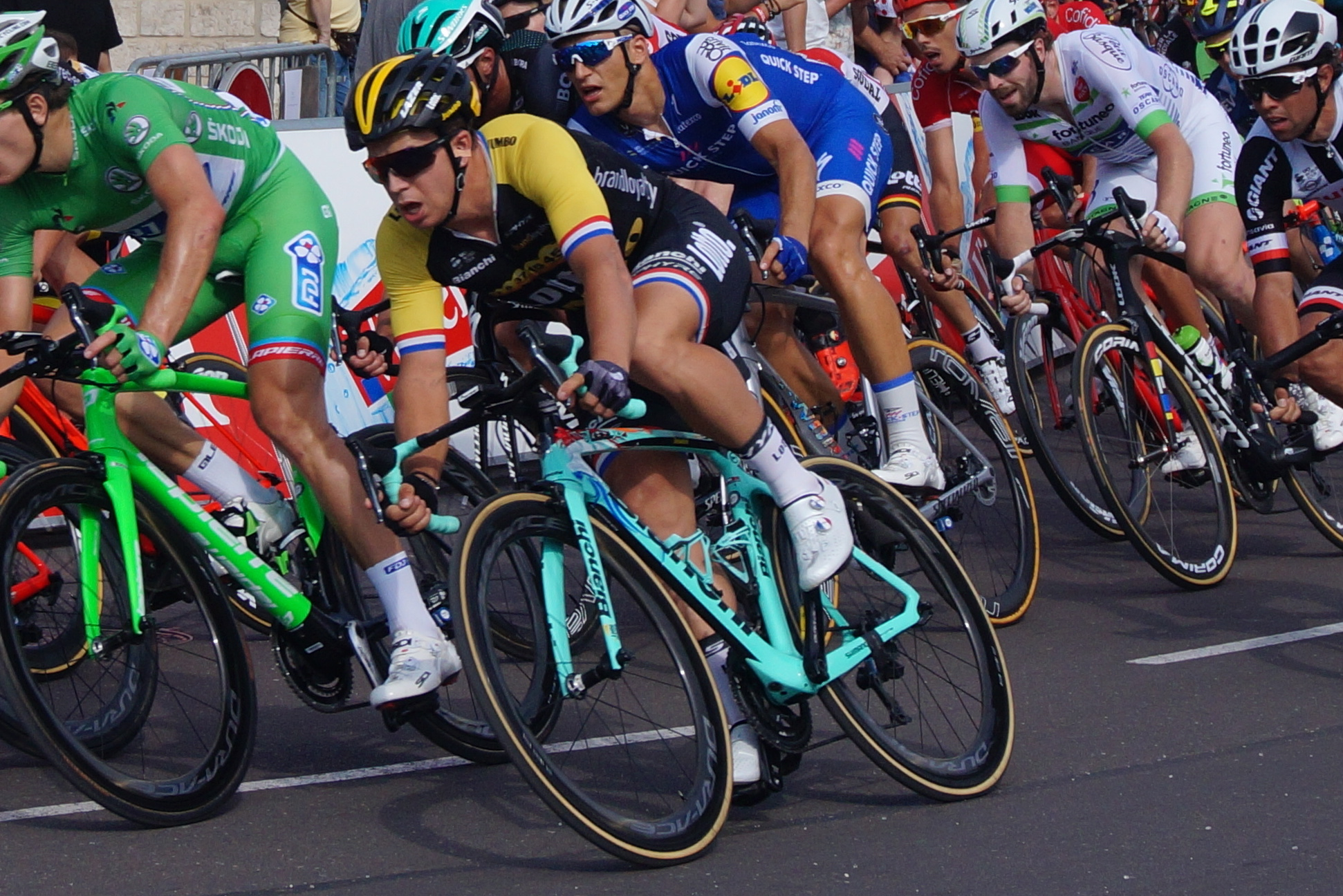
Groenewegen (in Gelb, vorne) auf der sechsten Etappe der Tour de France 2017

Zu Beginn der Saison 2017 musste sich Dylan Groenewegen bei der Dubai Tour nur dem Deutschen Marcel Kittel geschlagen geben, entschied jedoch die Nachwuchswertung des Etappenrennens für sich. Nach einem Etappensieg bei der Tour de Yorkshire und jeweils zwei Etappensiegen bei der Tour of Norway und Ster ZLM Toer wurde er Dritter der niederländischen Meisterschaften, ehe er seine zweite Tour de France in Angriff nahm. Nachdem er sich im Massensprint der 11. Etappe nur Marcel Kittel geschlagen geben musste, gewann er den abschließenden Sprint auf der Champs Élysées. Am Ende der Saison war Groenewegen bei jeweils einer Etappe der Tour of Britain und Tour of Guangxi erfolgreich und wurde Dritter der Cyclassics Hamburg.
Im Jahr 2018 stieg Groenewegen zu einem der besten Sprinter auf. In der ersten Saisonhälfte ging er bei der Dubai Tour, Algarve-Rundfahrt, Tour of Norway und Slowenien-Rundfahrt an den Start, wobei er bei jedem Rennen mindestens eine Etappe gewinnen konnte. Weiters feierte er im Frühjahr einen Etappensieg bei Paris–Nizza und gewann das belgische Eintagesrennen Kuurne–Brüssel–Kuurne vor dem Franzosen Arnaud Démare. Beim Scheldeprijs wurde er disqualifiziert, da er einen geschlossenen Bahnübergang überquert hatte. Im Juli nahm er erneut die Tour de France in Angriff und gewann den 7. und 8. Abschnitt, ehe er die Rundfahrt wenige Tage später auf der zweiten Alpen-Etappe verließ. Am Saisonende folgten weitere Siege bei der Veenendaal–Veenendaal Classic, den Kampioenschap van Vlaanderen und der Tour of Guangxi.
Auch im Jahr 2019 war Dylan Groenewegen im Vorfeld der Tour de France bei mehreren Etappenrennen erfolgreich. Er gewann jeweils mindestens eine Etappe der Valencia-Rundfahrt, Algarve-Rundfahrt, Vier Tage von Dünkirchen und ZLM Tour. Bei Paris–Nizza gewann er die ersten beiden Massensprints und konnte sich so kurzzeitig das Gelbe Trikot des Gesamtführenden übersteifen. Einen seiner bis dahin größten Erfolge erzielte er kurz darauf beim UCI WorldTour Eintagesrennen Driedaagse Brugge-De Panne. Bei der Tour de France 2019 ging Dylan Groenewegen als Mitfavorit auf den Etappensieg bei der Auftaktsetappe an den Start, wurde jedoch kurz vor dem Ziel in einen Massensturz verwickelt. Tags drauf gewann er mit seinen Teamkollegen das Mannschaftszeitfahren der 2. Etappe, ehe er den leicht ansteigenden Sprint der 7. Etappe für sich entschied. Es blieb jedoch sein einziger Etappensieg, da er sich auf dem 11. und 21. Abschnitt jeweils dem Australier Caleb Ewan geschlagen geben musste. Nach der Tour de France gewann Groenewegen drei Etappen der Tour of Britain und die Tacx Pro Classic.

### Disqualifikation bei der Polen-Rundfahrt 2020
Im Zielspurt der ersten Etappe der Polen-Rundfahrt am 5. August 2020 in Katowice drängte Groenewegen seinen Landsmann Fabio Jakobsen bei 80 km/h in die Absperrgitter, woraufhin beide stürzten und einen Massensturz auslösten. Jakobsen verletzte sich lebensgefährlich, und Groenewegen selbst brach sich das Schlüsselbein. Der Spanier Eduard Prades sowie die Franzosen Marc Sarreau und Damien Touzé mussten ebenfalls ins Krankenhaus. Auch ein Fotograf sowie ein Offizieller wurden verletzt. Groenewegen wurde disqualifiziert, Jakobsen zum Sieger erklärt. Über die Disqualifikation hinaus suspendierte ihn sein Team Jumbo-Visma auf unbestimmte Zeit und der Weltradsportverband UCI leitete ein Disziplinarverfahren gegen Groenewegen ein. Im November 2020 wurde Groenewegen wegen dieses Vorfalls für neun Monate rückwirkend von der UCI gesperrt. Er kommentierte diese Sperre: „Der Sturz auf der ersten Etappe der Polen-Rundfahrt wird für immer ein schwarzes Kapitel in meiner Karriere bleiben. […] Es tut mir leid, weil ich ein fairer Sprinter sein möchte. Die Folgen waren sehr unglücklich und schwerwiegend. Ich bin mir dessen sehr bewusst und hoffe, dass dies eine kluge Lektion für jeden Sprinter ist.“ Da Groenewegen Morddrohungen erhielt, erhielt er zwischenzeitlich Polizeischutz. Im Vorfeld seines ersten Rennens nach der Sperre, dem Giro d’Italia 2021, traf er sich mit Jakobsen. Dieser dementierte allerdings Groenewegens Darstellung, er habe sich persönlich entschuldigt.
Nach dem Ablauf seiner Sperre kehrte Dylan Groenewegen beim Giro d’Italia 2021 ins Fahrerfeld zurück. Er konnte jedoch keinen Etappensieg erringen und gab die Rundfahrt im Vorfeld der 14. Etappe auf. Seine einzigen Saisonsiege feierte er bei der Tour de Wallonie und Dänemark-Rundfahrt, bei der er auch die Punktewertung für sich entschied.

### Wechsel zum Team BikeExchange-Jayco

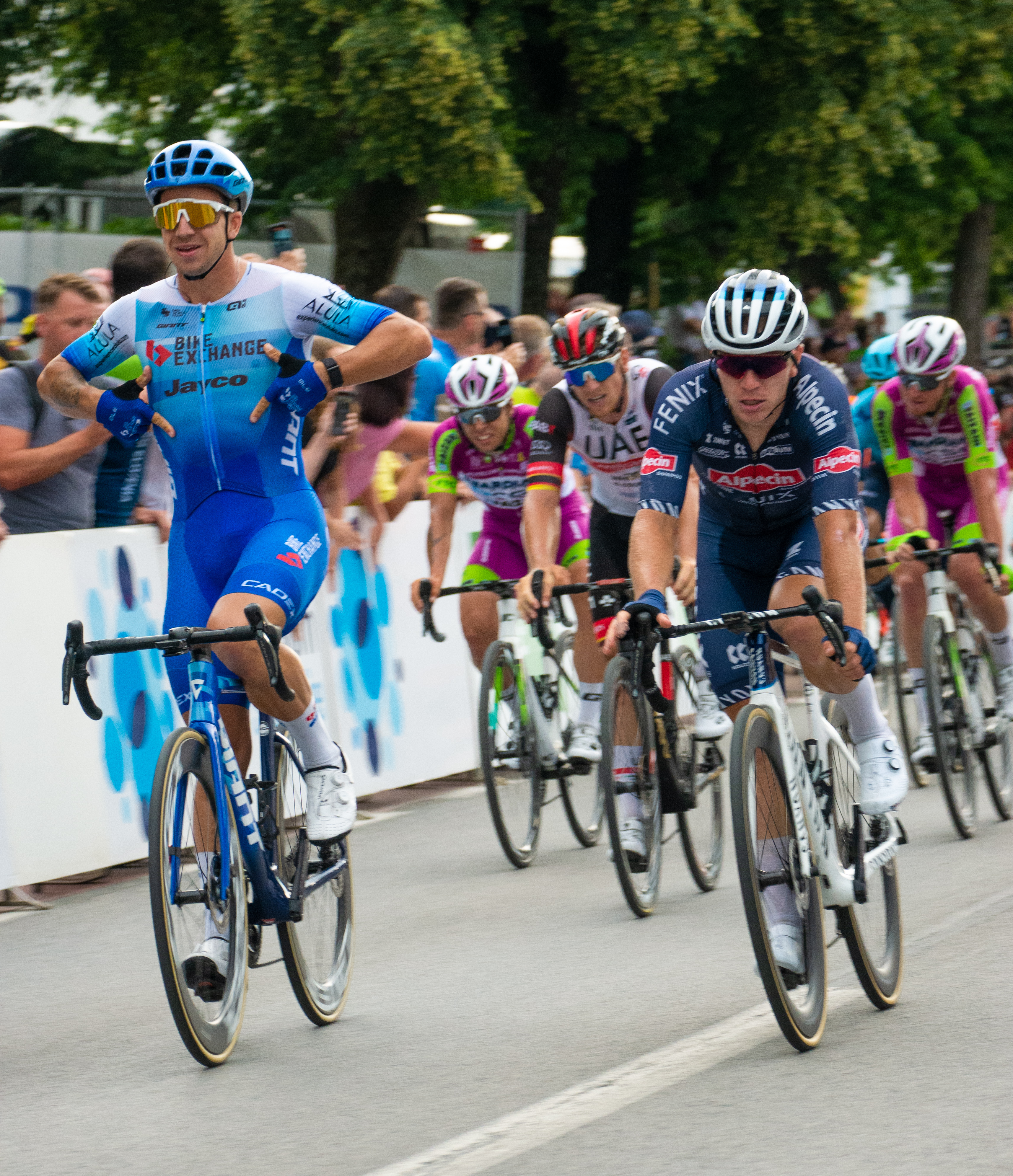
Groenewegen gewinnt die zweite Etappe der Slowenien-Rundfahrt 2022

Durch die Konzentration seines Teams Jumbo-Visma auf die Gesamtwertung war Groenwegen nicht für die Tour de France 2022 vorgesehen. Um seinen sportlichen Werdegang nicht zu behindern, erhielt er von Jumbo-Visma die Freigabe und wechselte zur Saison 2022 zum Team BikeExchange-Jayco (später Jayco AlUla). Sein Debüt gab er bei der Saudi Tour, wo er zwei Etappen und die Punktewertung gewann. Nach Platz zwei bei der Classic Brugge-De Panne war er bei kleineren Rennen wie der Ungarn-Rundfahrt und Slowenien-Rundfahrt erfolgreich und konnte die Veenendaal–Veenendaal Classic zum vierten Mal gewinnen. Bei der Tour de France 2022 kam es nach dem Sturz bei der Polen-Rundfahrt zum ersten Aufeinandertreffen zwischen Dylan Groenewegen und Fabio Jakobsen. Nachdem Jakobsen die 2. Etappe gewonnen hatte, setzte sich Dylan Groenewegen auf der 3. Etappe durch und holte somit seinen ersten Tour-de-France-Etappensieg seit drei Jahren. Nachdem er sich beim Sprint auf der Champs Élysées nur dem Belgier Jasper Philipsen geschlagen geben musste, gewann Groenewegen am Ende der Saison eine Etappe des Arctic Race of Norway und stand bei mehreren kleineren Eintagesrennen auf dem Podium.
In den Jahren 2023 und 2024 konnte Dylan Groenewegen nicht an seine früheren Leistungen anschließen und war vorrangig nur noch bei kleineren Etappenrennen wie der AlUla Tour, Ungarn-Rundfahrt und Slowenien-Rundfahrt erfolgreich. Seinen bislang letzten Sieg in der UCI WorldTour errang er bei der UAE Tour 2023. Weiters gewann er die Veenendaal–Veenendaal Classic zum fünften Mal und siegte zum Beginn der Saison 2024 bei der Clàssica Comunitat Valenciana 1969 - Gran Premi València. Im Vorfeld der Tour de France 2024 wurde er zum zweiten Mal niederländischer Meister im Straßenrennen.
Bei der Tour de France 2024 gewann er knapp den Massensprint der sechsten Etappe.

## Erfolge
2011
- Driedaagse van Axel (Junioren)
- Aubel–Thimister–La Gleize (Junioren)

2013
- eine Etappe Nordholland-Rundfahrt
- Kernen Omloop Echt-Susteren

2014
- eine Etappe Tour de Normandie
- Flandern-Rundfahrt (U23)

2015
- Arnhem–Veenendaal Classic
- Brussels Cycling Classic

2016
- eine Etappe Valencia-Rundfahrt
- eine Etappe Drie Daagse van West-Vlaanderen
- eine Etappe Tour de Yorkshire
- Heistse Pijl
- Rund um Köln
- eine Etappe und Punktewertung Ster ZLM Toer
- Niederländischer Meister – Straßenrennen
- Arnhem–Veenendaal Classic
- eine Etappe und Punktewertung Tour of Britain
- eine Etappe Eneco Tour
- Tour de l’Eurométropole

2017
- Nachwuchswertung Dubai Tour
- eine Etappe Tour de Yorkshire
- zwei Etappen Tour of Norway
- zwei Etappen und Punktewertung Ster ZLM Toer
- eine Etappe Tour de France
- eine Etappe Tour of Britain
- eine Etappe Tour of Guangxi

2018
- eine Etappe Dubai Tour
- zwei Etappen Algarve-Rundfahrt
- Kuurne–Brüssel–Kuurne
- eine Etappe Paris-Nizza
- drei Etappen Tour of Norway
- eine Etappe Slowenien-Rundfahrt
- zwei Etappen Tour de France
- Arnhem–Veenendaal Classic
- Kampioenschap van Vlaanderen
- eine Etappe Tour of Guangxi

2019
- eine Etappe Volta a la Comunitat Valenciana
- eine Etappe Algarve-Rundfahrt
- zwei Etappen Paris–Nizza
- Drei Tage von De Panne
- drei Etappen 4 Jours de Dunkerque
- Gesamtwertung Hammer Stavanger
- zwei Etappen und Punktewertung ZLM Tour
- eine Etappe und Mannschaftszeitfahren Tour de France
- drei Etappen Tour of Britain
- Tacx Pro Classic

2020
- zwei Etappen und Punktewertung Volta a la Comunitat Valenciana
- eine Etappe UAE Tour

2021
- zwei Etappen und Punktewertung Tour de Wallonie
- eine Etappe Dänemark-Rundfahrt

2022
- zwei Etappen und Punktewertung Saudi Tour
- eine Etappe Tour de France

2023
- eine Etappe Ungarn-Rundfahrt
- zwei Etappen Slowenien-Rundfahrt
- eine Etappe UAE Tour
- eine Etappe und Punktewertung Saudi Tour
- Veenendaal–Veenendaal Classic

2024
- Clàssica Comunitat Valenciana 1969 - Gran Premi València
- Ronde van Limburg
- eine Etappe Slowenien-Rundfahrt
- Niederländischer Meister – Straßenrennen
- eine Etappe Tour de France

2025
- eine Etappe Tour de Hongrie
- zwei Etappen Slowenien-Rundfahrt

## Grand-Tour-Platzierungen
| Grand Tour            | 2016 | 2017 | 2018 | 2019 | 2021 | 2022 | 2023 | 2024 | 2025 |
| --------------------- | ---- | ---- | ---- | ---- | ---- | ---- | ---- | ---- | ---- |
| Giro d’ItaliaGiro     | –    | –    | –    | –    | DNF  | –    | –    | –    | –    |
| Tour de FranceTour    | 160  | 156  | DNF  | 145  | –    | 117  | 137  | 135  | 150  |
| Vuelta a EspañaVuelta | –    | –    | –    | –    | –    | –    | –    | –    |      |